# Félix Heredia
Félix Heredia é um ex-jogador profissional de beisebol da República Dominicana.

## Carreira
Félix Heredia foi campeão da World Series 1998 jogando pelo Florida Marlins. Na série de partidas decisiva, sua equipe venceu o Cleveland Indians por 4 jogos a 3.